# Ruimtekolonisatie

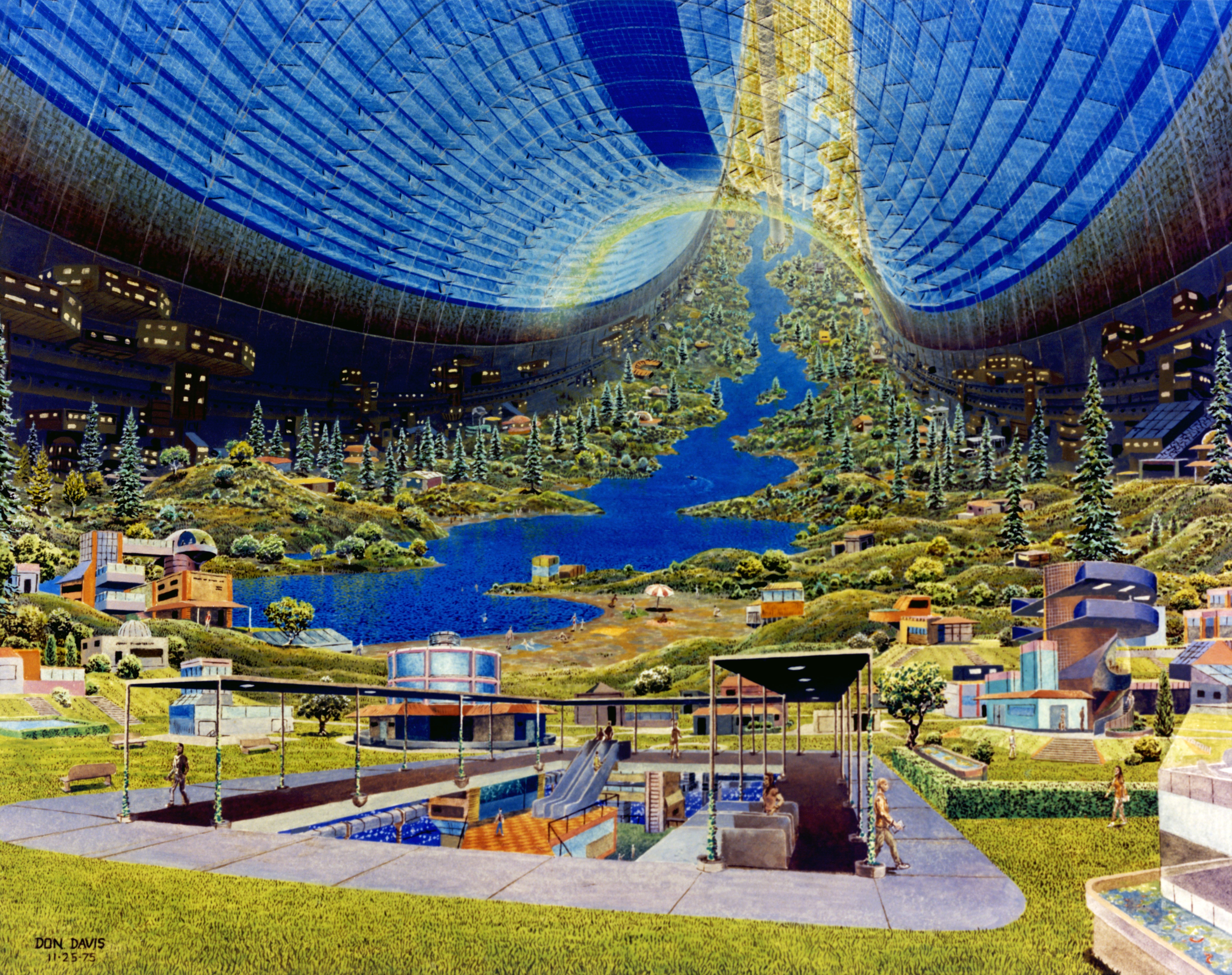
Een impressie van een ruimtehabitat genaamd de Stanfordtorus, door Don Davis

Ruimtekolonisatie is de hypothetische permanente vestiging van mensen en het benutten van natuurlijke hulpbronnen op andere plaatsen dan op aarde.
Diverse ontwerpteams in de jaren 70 van onder meer de NASA hebben de haalbaarheid van diverse plannen onderzocht en kwamen tot de conclusie dat er ruime hoeveelheden van alle benodigde materialen op de maan en aardnabije planetoïden te vinden zijn. Ook is er zonne-energie in zeer grote hoeveelheden voorhanden, en zijn er geen nieuwe wetenschappelijke doorbraken nodig, hoewel er veel techniek bij komt kijken. De toen voorgestelde plannen voor de bouw van grote ruimtekolonies en enorme in de ruimte gestationeerde zonne-energie centrales werden niet verwezenlijkt wegens gebrek aan geld en belangstelling van de politiek.
Ruimtekolonisatie is een belangrijk thema in sciencefiction.

## Leefsystemen
Om mensen permanent op andere plaatsen dan de aarde te laten wonen, moet de habitat bepaalde variabelen binnen het juiste bereik houden: homeostase. De habitat moet bijvoorbeeld niet-menselijke soorten bevatten, zoals micro-organismen en gewassen.
De relatie tussen organismen, hun habitat en de onaardse omgeving kan zijn:
- Isolatie: de organismen en hun habitat zijn volledig afscheiden van de omgeving (zie ook: kunstmatige biosfeer, Biosfeer 2, leefsysteem (life support system)).
- Terravorming: de omgeving veranderen zodat die geschikter is voor ons soort leven.
- Adaptatie: de organismen veranderen zodat ze beter aansluiten bij de omgeving (zie ook: genetische manipulatie, transhumanisme, cyborg).

Een combinatie van deze methoden is ook denkbaar.

## Zelfreplicatie
Zelfreplicatie is volgens velen het ultieme doel, omdat daarmee een veel snellere vermeerdering van koloniën mogelijk wordt en de afhankelijkheid van de Aarde wegvalt. Ook zouden er dan geen kosten meer zijn voor de Aarde. De vestiging van zo'n kolonie kan worden gezien als de eerste daad van zelfreplicatie van de Aarde. Tussentijdse doelen zijn onder andere koloniën die slechts informatie (wetenschap, techniek) of weinig wegende objecten (medicijnen, genetisch materiaal en misschien wat gereedschap) van de Aarde nodig hebben.